# Mirosław Wodzyński
Mirosław Wodzyński (Mirosław Zenon Wodzyński; * 13. Juli 1951 in Warschau) ist ein ehemaliger polnischer Hürdenläufer, der sich auf die 110-Meter-Distanz spezialisiert hatte.

## Sportliche Laufbahn
Bei den Europameisterschaften 1971 in Helsinki wurde er Vierter.
1972 wurde er bei den Halleneuropameisterschaften in Grenoble Sechster über 50 Meter Hürden und erreichte bei den Olympischen Spielen in München das Halbfinale. Bei den Halleneuropameisterschaften 1973 in Rotterdam wurde er Vierter über 60 Meter Hürden.
1974 gewann er jeweils Silber bei den Halleneuropameisterschaften in Göteborg über 60 Meter Hürden und bei den Europameisterschaften in Rom, wo er hinter dem Belgier Guy Drut und vor seinem älteren Bruder Leszek Wodzyński einlief.
Bei den Halleneuropameisterschaften 1975 in Kattowitz wurde er Fünfter.
1974 wurde er polnischer Meister über 110 Meter Hürden im Freien und 1974 sowie 1975 über 60 Meter Hürden in der Halle.

## Persönliche Bestzeiten
- 50 m Hürden (Halle): 6,61 s, 12. März 1972, Grenoble
- 60 m Hürden (Halle): 7,68 s, 10. März 1974, Göteborg
- 110 m Hürden: 13,55 s, 29. Mai 1975, Warschau